# Белоярский (город)
Белоя́рский (хант. Нуви сӑңхум) — город в России, административный центр Белоярского района Ханты-Мансийского автономного округа — Югры. Расположен в Западной Сибири, на левом берегу Казыма — притока Оби. Население — 19 994 чел. (2021).
В рамках административно-территориального устройства ХМАО имеет статус города окружного значения. В рамках организации местного самоуправления входит в муниципальный район (Белоярский) и составляет городское поселение Белоярский.

## Этимология
Основан в 1969 году как базовый посёлок для строительства и обслуживания газопроводов Белый Яр, где яр — «высокий крутой берег, обрыв», а определение «белый» указывает на цвет обнажающихся в нём пород, с 1974 года — Белоярский.

## История

Деревянная церковь Серафима Саровского, сгоревшая в 2001 году

Раньше эта территория называлась Хув Сангхум (рус.: Длинный Яр). Оно было лакомым местом для оленей, поэтому здесь пасли колхозные и частные стада. Обозы оленьих упряжек, следовавших по зимнику Берёзово — Полноват — Амня — Нумто и обратно, останавливались здесь на ночлег, чтобы дать возможность оленям покормиться белым мхом. После открытия в 1959 г. месторождений газа на Ямале потребовалось строительство компрессорных станций газопроводов.
В июне 1969 г. на берегу реки Казым высадился десант из семи человек. Датой основания посёлка Белый Яр считается 5 июня 1969 года.
Три первые строительные организации СУ-9, СУ-10 и СУ-2 организовали Казымский участок (позднее — Белоярский), названный так по имени Казымского сельского совета Берёзовского района, на территории которого он располагался.
В 1970 году было организовано СУ-35, которое начинало строительство первой очереди компрессорной станции. Одновременно велось строительство жилья и объектов соцкультбыта.
Первые дома появились на улице Ленина. Здесь же была построена школа, которую открыли в 1972 году, в ней училось 150 ребят.
В 1973 году была присвоена категория рабочего посёлка под названием Белоярский. Осенью 1974 года сформирован поселковый совет народных депутатов.
C 22 августа 1988 года — город окружного подчинения.
В 1990-х годах в городе был создан фольклорный архив северных хантов, многолетним директором которого была венгерский исследователь-этнограф и преподаватель Ева Шмидт.
В 1996 году в Белоярском был построен деревянный храм Серафима Саровского. В 2001 году он сгорел. В 2003 году на его месте был возведён каменный храм Серафима Саровского.

## Население
| 1970    | 1979    | 1989    | 1998    | 2000    | 2001    | 2002    | 2006    | 2007    |
| ------- | ------- | ------- | ------- | ------- | ------- | ------- | ------- | ------- |
| 400     | ↗7542   | ↗20 534 | ↘17 800 | ↗17 900 | ↗18 300 | ↗18 721 | ↗19 800 | ↗20 000 |
| 2008    | 2009    | 2010    | 2012    | 2013    | 2014    | 2015    | 2016    | 2017    |
| ↗20 100 | ↗20 188 | ↗20 283 | ↘20 193 | ↗20 218 | ↘20 211 | ↗20 271 | ↗20 282 | ↘20 142 |
| 2018    | 2019    | 2020    | 2021    |         |         |         |         |         |
| ↘19 825 | ↘19 542 | ↗19 622 | ↗19 994 |         |         |         |         |         |

На 1 января 2025 года по численности населения город находился на 663-м месте из 1124 городов Российской Федерации.
Национальный состав
Ниже приводятся данные о национальном составе города по данным Всероссийской переписи населения 2010 года.

## Экономика
В городе находится ряд структурных подразделений ООО «Газпром Трансгаз Югорск», Территориально-производственное предприятие «Белоярскнефтегаз», торговый центр «Оазис-Плаза», ООО СП «Белоярский», УМП УПТК.

## Климат
Климат умеренно-холодный. Город Белоярский относится к районам Крайнего Севера.
- Среднегодовая температура воздуха: −2,0 °C
- Среднегодовая норма осадков: 547 мм.
- Относительная влажность воздуха: 74,6 %
- Средняя скорость ветра: 3,0 м/с

| Показатель                            | Янв. | Фев.  | Март | Апр. | Май | Июнь | Июль | Авг. | Сен. | Окт. | Нояб. | Дек.  | Год |
| ------------------------------------- | ---- | ----- | ---- | ---- | --- | ---- | ---- | ---- | ---- | ---- | ----- | ----- | --- |
| Средняя температура, °C               | −22  | −16,3 | −9,2 | −4,1 | 4,5 | 12,9 | 17,0 | 12,7 | 5,9  | −1,8 | −12,2 | −16,6 | −2  |
| Источник: NASA. База данных RETScreen |      |       |      |      |     |      |      |      |      |      |       |       |     |

## Герб
В рассечённом лазоревом (синем, голубом) и зелёном поле — стоящий серебристый северный олень. В золотой оконечности — лазоревый шар, обрамленный серебряным, сквозным посередине пламенем.
Золотое основание геральдического щита олицетворяет богатство недр района — основу его благосостояния. По золотому основанию протянута нить газопровода с точкой голубого факела, точкой Белоярского на карте, появившегося благодаря этому газопроводу.
Два цвета поля щита — зелёный и синий, символ двух основных цветов природы: зелёного — лесов, синего — рек и озёр. Это и цвета флага Ханты-Мансийского округа, неотъемлемой частью которого является район.
На фоне сине-зелёного поля геральдического щита — силуэт белого северного оленя. Он символизирует территориальную принадлежность города к северным регионам.
Белый олень как чистый охранительный дух вечной, живой природы края.
Герб орнаментирован национальным узором — символом древней культуры коренных народов (ханты и манси).
Автор герба Белых Владислав Саввович, 01.02.1948 г. рождения, проживает в Белоярском.

## Достопримечательности
- Центр особо охраняемых природных территорий «Нуви Ат»;
- Дворец спорта;
- Храм Преподобного Серафима Саровского;
- Историко-краеведческий музей;
- Набережная «Сэй Пан»;
- Памятник комару.
- Памятник первопроходцам.

## Транспорт
Имеется аэропорт. Автобусы ходят в крупные города России. Железнодорожного сообщения с городом нет. Есть речной вокзал

## Связь
Интернет
В Белоярском присутствует интернет-провайдеры:
- МТС («Комстар-Регионы»)[29]
- ООО «Нэт Бай Нэт Холдинг» (бренд «Югрател»)[30]
- ООО «Т2 Мобайл» (бренд Tele2)[31]
- ООО «Екатеринбург-2000» (бренд Мотив)